# Gerry Manzoli
Gerardo Manzoli, detto Gerry (Milano, 28 agosto 1941), è un bassista e paroliere italiano, ex componente dei Camaleonti.

## Biografia
Dal 1973 è il marito della cantante Nada. La coppia vive a Manciano.
Come paroliere ha scritto, fra l'altro, alcuni testi incisi dalla moglie tra cui Amore disperato, insieme a Varo Venturi, Ti stringerò e Dimmi che mi ami, che mi ami, che tu ami, che tu ami solo me, su musiche di Mauro Lusini.